# René Müller (Fußballspieler, 1959)
René Müller (* 11. Februar 1959 in Leipzig) ist ein ehemaliger deutscher Fußballtorwart und heutiger -trainer.

## Vereinskarriere

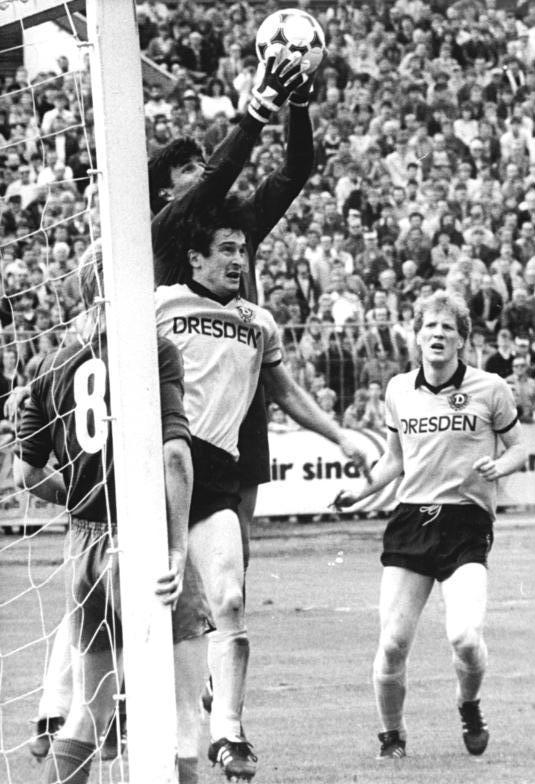
René Müller fängt einen Ball im Oberligaspiel gegen Dynamo Dresden bedrängt von Hans-Uwe Pilz ab. Im Hintergrund Matthias Sammer.

Erster Verein in Müllers Laufbahn war von 1965 bis 1970 die BSG Aktivist Markkleeberg. Nach seiner Delegierung ins Fußball-Leistungszentrum des 1. FC Lokomotive Leipzig wurde er mit der Juniorenmannschaft 1976 Meister in der Juniorenoberliga. Ebenfalls 1976 stand er das erste Mal im Tor der Oberliga-Mannschaft. Anfangs als Ersatz-Torwart hinter Werner Friese, setzte René Müller sich nach dessen Rücktritt 1979 vereinsintern gegen Siegfried Stötzner durch. Insgesamt absolvierte er bis 1990 für Lok 264 Oberligaspiele. Dabei zählte der langjährige Mannschaftskapitän stets zu den Stützen der Mannschaft. 1986 und 1987 gewann er mit Lok den FDGB-Pokal.
1986 und 1987 wurde René Müller von den DDR-Sportjournalisten zum besten Fußballer des Landes gewählt. Im Sommer 1990 erfüllte sich sein Wunsch, ins europäische Ausland zu wechseln, nicht. Stattdessen folgten Stationen beim Lokalrivalen FC Sachsen Leipzig in der letzten Spielzeit der Oberliga (1990–1991), dem Neu-Bundesligisten 1. FC Dynamo Dresden (1991–1994) und dem FC St. Pauli (1994–1995).

## Nationalelf und Europapokal
Das erste seiner 46 A-Länderspiele für die DDR-Nationalmannschaft bestritt René Müller im Februar 1984 beim 3:1-Sieg in Athen gegen das Team Griechenlands. Er spielte für die DDR neun WM- und acht EM-Qualifikationsspiele sowie 29 Freundschaftsspiele. Im Spiel gegen Rumänien im März 1988 unterlief ihm ein Eigentor, vor dem gegnerischen Tor blieb er wie alle DDR-Auswahltorhüter ohne eigenen Treffer. Zum letzten Mal stand er für die DDR 1989 zwischen den Pfosten. Am 12. April verlor das Team von Manfred Zapf in Magdeburg bei einem WM-Qualifikationsspiel gegen die Türkei mit 0:2.
Müller stand in 39 Europapokalspielen für den 1. FC Lokomotive Leipzig zwischen den Pfosten. Höhepunkt für ihn war das Erreichen des Endspiels 1987 um den Europapokal der Pokalsieger. Der 1. FC Lokomotive Leipzig setzte sich im Halbfinale vor offiziell 73.000 Zuschauern im Zentralstadion erst nach Elfmeterschießen gegen Girondins Bordeaux durch. Müller hielt dabei zwei Elfmeter und schoss den entscheidenden Elfmeter selbst. Das Finale gegen Ajax Amsterdam in Athen wurde mit 0:1 (Tor: Marco van Basten) verloren.

## Trainerlaufbahn
Im Jahr 1996 kehrte René Müller als Torwarttrainer zum VfB Leipzig zurück. In der Saison 1998/99 war er Co-Trainer der 1. Mannschaft. Nach seiner Entlassung im April 1999 arbeitete er als Torwart- und Amateurtrainer bei Eintracht Frankfurt. Danach war er beim VFC Plauen in der Südstaffel der Oberliga Nordost tätig. 2003 wechselte Müller zum Regionalligisten FC Rot-Weiß Erfurt und konnte dort an seine Plauener Erfolge nahtlos anknüpfen. Mit einer völlig neu zusammengestellten Mannschaft gelang Müller mit den Thüringern der Aufstieg in die 2. Fußball-Bundesliga, nachdem der Verein zwölf Jahre lang drittklassig gespielt hatte und die angestrebte Rückkehr in die 2. Bundesliga mehrmals misslungen war. In der folgenden Saison riss die Erfolgsserie von René Müller. Erneut stellte er den Kader der Erfurter radikal um, die zahlreichen Neuzugänge konnten die Erwartungen allerdings nicht erfüllen und die Stimmung in der Mannschaft und dem Erfurter Umfeld wurde zunehmend schlechter. Nach zahlreichen umstrittenen Entscheidungen, unter anderem das Verbannen des Erfurter Publikumslieblings Ronny Hebestreit auf die Tribüne oder das Festhalten an Torhüter Claus Reitmaier trotz miserabler Leistungen, wurde René Müller am 20. Februar 2005 entlassen.
Vom 1. Juli 2005 bis 7. November 2006 war Müller Trainer des Nordost-Oberligisten Hallescher FC. Wegen vereinsinterner Querelen und fehlenden Erfolgs wurde er entlassen. Müller übte während seiner Zeit beim HFC immer wieder öffentlich Kritik an den Zuständen in der Oberliga Nordost des NOFV. Seine Kritik richtete sich auch gegen Teile der eigenen Fans, nachdem diese den Spieler Adebowale Ogungbure vom FC Sachsen Leipzig wiederholt mit rassistischen Parolen beleidigt und tätlich angegriffen hatten. Teile der Vereinsführung und die Anhängerschaft haben ihm dieses Verhalten nie verziehen.
Von Juni 2007 bis April 2011 trainierte er die zweite Mannschaft des 1. FC Nürnberg. Müller wurde vor Ablauf seines Vertrages in beidseitigem Einvernehmen von seiner Tätigkeit als U23-Trainer entbunden.
Seit 2012 ist Müller als Scout für Borussia Mönchengladbach tätig.

## Erfolge

### Spieler
- FDGB-Pokalsieger: 1981, 1986, 1987 (1. FC Lokomotive Leipzig)
- DDR-Fußballer des Jahres: 1986, 1987
- Europapokalfinalist im Pokalsieger-Wettbewerb: 1987 (1. FC Lokomotive Leipzig)
- IFFHS-Welttorhüter des Jahres: 1987 (6. Platz)[8]

### Trainer
- Zweitligaaufstieg: 2004 (FC Rot-Weiß Erfurt)

## Trivia
Ein bekanntes Fotomotiv aus Müllers Karriere ist die Jagd nach dem gallischen Hahn, dem Maskottchen der Équipe Tricolore im Leipziger Zentralstadion. Beim WM-Qualifikationsspiel gegen Frankreich am 11. September 1985 verscheuchte der Torwart der mit 2:0 siegreichen DDR-Auswahl das Federvieh aus seinem Strafraum – hechtete anders als Sepp Maier aber nicht nach dem Vogel.
Am 24. Spieltag der Saison 1987/88 kämpften die Leipziger weiterhin Kopf an Kopf mit Titelverteidiger BFC Dynamo um den Oberligatitel. Da Lok-Coach Hans-Ulrich Thomale mit dem torlosen Heimremis gegen den FC Carl Zeiss Jena nicht zufrieden sein konnte, versuchte er es für die letzten fünf Minuten mit einem Einsatz von René Müller im Sturm. Während der eingewechselte Reservetorwart Joachim Niklasch zwischen die Pfosten wechselte und Dieter Kühn vom Feld ging, probierte sich der Nationaltorwart am 14. Mai 1988 letztlich erfolglos im Angriff mit seinen Teamkameraden um den Siegtreffer. Am Saisonende landete der 1. FC Lok punktgleich mit dem BFC, aber die schlechtere Tordifferenz aufweisend, auf Rang 2 der Tabelle und musste den Ost-Berlinern den Titel überlassen.
Im Jahr 2009 erschien Müllers Biographie „Ins linke obere Eck“, in der er über seine Karriere erzählt und die nach dem Ziel seines bekanntesten Treffers, dem entscheidenden Tor im Elfmeterschießen gegen Girondins Bordeaux des Pokalsiegercup-Halbfinalrückspiels 1987, benannt ist.
Müller sprach mehrfach über die Bedeutung seines christlichen Glaubens und wie er durch Jorginho dazu gekommen ist.